# دان هندرسون
دون هندرسون (به انگلیسی: Don Henderson) (زاده ۱۰ نوامبر ۱۹۳۱-درگذشته ۲۲ ژوئن ۱۹۹۷)، بازیگر انگلیسی بود.
از فیلم‌های معروف او می‌توان به بازی در فیلم ماجراهای بارون مایچوزن و فرشته سپید اشاره کرد.